# 1 E17 m
Pour aider à comparer les ordres de grandeur des différentes longueurs, voici une liste de longueurs de l'ordre de 1017 m, soit environ 10 années-lumière (al) :
- 1,0×1017 m (11 al) : diamètre de la nébuleuse du Crabe (M1)
- 1,1×1017 m (12 al) : distance entre le système solaire et τ Ceti
- 2,4×1017 m (25 al) : distance entre le système solaire et α Lyrae (Véga)
- 2,9×1017 m (30 al) : distance entre le système solaire et β Comae Berenices, une étoile à peu près aussi brillante que le Soleil. Sa faible luminosité donne une idée de celle qu'aurait le Soleil, s'il était vu à une distance aussi petite (à l'échelle stellaire)
- 3,5×1017 m (37 al) : distance entre le système solaire et α Bootis (Arcturus)
- 4,0×1017 m (42 al) : distance entre le système solaire et α Aurigae (Capella)
- 6,2×1017 m (65 al) : distance entre le système solaire et α Tauri (Aldébaran)